# にっぽん!歴史鑑定
『にっぽん!歴史鑑定』(にっぽん れきしかんてい)は、BS-TBSで2015年から2023年まで放送されていた歴史番組。

## 内容
前番組の『謎解き!江戸のススメ』の後継番組で、日本史の人物・文化・風習などからテーマを選びそのテーマを再検証する。田辺誠一BS初のレギュラー番組。2018年12月10日放送分からは字幕放送開始。

## 出演者
- 歴史鑑定士　田辺誠一
- 解説（先生）小和田哲男
- 解説（先生）山本博文
- 解説（先生）細川重男
- 解説（先生）本郷和人
- 解説（先生）亀田俊和
- 解説（先生）遠山美都男
- 解説（先生）河合敦
- 解説（先生）大石学
- 解説（先生）若井敏明
- 解説（先生）小路田泰直
- 解説（先生）森公章

## 放送リスト
| 2015年 | 2015年        | 2015年                                            | 2015年 | 2015年                                                          | 2015年 |
| 回     | 放送日        | テーマ                                            | 疑問回答者 | 田辺鑑定                                                        |        |
| ------ | ------------- | ------------------------------------------------- | --- | --------------------------------------------------------------- | ------ |
| 1      | 4月6日        | 秀吉はなぜ天下を取れたのか 〜成り上がりの秘策〜   | 小和田哲男(静岡大学名誉教授)                                                                                       | スピード 知略 人心掌握術                                        |        |
| 2      | 4月13日       | 浅野内匠頭は名君だったのか 〜忠臣蔵の真実         | 山本博文(東京大学史料編纂所教授)                                                                                   | 悲劇のヒーロー像は歴史が創りあげた                              |        |
| 3      | 4月20日       | 歌舞伎はなぜ人気となったのか 〜CMタレントの元祖   | 渡辺保(演劇評論家) 竹内誠(東京都江戸東京博物館館長)                                                                | スターの活躍・演出の面白さ・役者と観客の一体感                  |        |
| 4      | 4月27日       | 居酒屋はなぜ栄えたのか 〜庶民の憩い場             | 竹内誠 永山久夫(食文化史研究家)                                                                                    | 人が憩い・人を癒す・人と人とが繋がる場所                        |        |
| 5      | 5月4日        | 源義経①常磐御前は悪女だったのか 〜清盛への寝返り? | 井上章一(国際日本文化研究センター教授・副所長) 保立道久(東京大学史料編纂所名誉教授)                                | 常磐御前は決して悪女ではなかった                                |        |
| 6      | 5月11日       | 源義経②義経はなぜ頼朝に殺されたのか 〜平泉の真実  | 入間田宣夫(東北大学名誉教授) 保立道久                                                                              | 義経は兄・頼朝の全国制覇の犠牲となった                          |        |
| 7      | 5月18日       | 北斎と広重 〜二人の天才絵師は対立していたのか?    | 渡邊章一郎(渡邊木版美術画舗代表取締役) 田代博(明治大学非常勤講師)                                                  | 北斎と広重が競うことで浮世絵が発展した                          |        |
| 8      | 5月25日       | 人々は何故宝くじに熱狂するのか？〜一攫千金狂想曲  | 滝口正哉（日比谷図書文化館文化財調査指導員） 山口旦訓（宝くじ研究家）                                              | 宝くじは人に夢を見せてきた                                      |        |
| 9      | 6月1日        | ＴＨＥ 鹿鳴館〜わずか4年で潰された理由            | 竹内誠 加藤耕一(東京大学工学部准教授) 服部幸應(服部栄養専門学校校長) 関口智幸(服部栄養専門学校西洋料理次席教授)    | 条約改正に失敗したため短命に終わった                            |        |
| 10     | 6月8日        | 武田信玄と影武者〜甲斐の虎の真実                  | 柴辻俊六(戦国時代史研究家) 小野正文(信玄公宝物館館長)                                                              | 武田信玄は夢を実現させるために影武者をおいた                    |        |
| 11     | 6月15日       | 相撲はなぜ人気になったのか〜横綱はいなかった?     | 土屋喜敬（相撲博物館学芸員） 竹内誠(東京都江戸東京博物館館長)                                                      | 伝統を守るための努力が相撲を盛り上げてきた                      |        |
| 12     | 6月22日       | 人はなぜ旅に行くのか 〜旅行人気の起源             | 竹内誠 | 江戸時代に旅をする環境が整ったから 人の好奇心が旅へと向かわせる |        |
| 13     | 6月29日       | 大岡越前と遠山金四郎 〜二大ヒーローの真実         | 山本博文、竹内誠                                                                                                   | どちらも町奉行として優秀な官僚だった                            |        |
| 14     | 2015年7月13日 | 戦国武将のカルテ                                  | 若林利光（医師・若林医院院長） 原利夫(医師・はらメディカルクリニック院長) 服部英雄(九州大学比較社会文化研究院教授) | 戦国武将もストレス解消と日々の養生が大事だった                  |        |
| 15     | 2015年7月20日 | 越後の虎・上杉謙信〜最強伝説は本当か。            | 乃至政彦(歴史家)                                                                                                   | 龍のように乱世の世を駆け抜けた武将                              |        |

## スタッフ
- ナレーション:鈴木順
- 総合監修:竹内誠(東京学芸大学名誉教授)
- 構成:鈴木留美
- オープニング曲:東儀秀樹×古澤巌×coba「Love Hat Trick」
- エンディング曲:蓮花「夢ヒラリ」(2016年4月4日 - ）　岩崎宏美「光の軌跡」(2015年4月6日 - 2016年3月28日)
- 撮影:横山太朗、金子貴志、川端智
- 音声:沖田一亮、加藤誠
- 照明:原浩之、為貝幸弘
- 美術:与田滋
- CG:ぴーたん
- 編集:町田光、中村武、角田丈太朗、菊地和美
- MA:村田昌栄
- 音効:齋藤紅巳
- 声の出演:81プロデュース
- スタイリスト:中川原寛
- ヘアメイク:杉山裕則
- 広報:安田広
- 技術協力:アックス、LOOP、ブリッツタイム、千代田ビデオ
- AP:原田莉帆
- AD:浜本香、小松知菜美、広瀬将平、髙橋周
- 演出:山村彩美、山崎勝久、飯島秀治、阿部風太、一柳良穂、増島裕子、小谷松菊夫、石野浩一
- プロデューサー・総合演出:木村吉孝
- 総合プロデューサー:佐藤由香
- 製作著作:BS-TBS、ネクサス

## 備考
研究室を模したセットで田辺が番組を進行するが、途中で疑問に思う点が出た際、田辺の手元にあるノートパソコンに解説者が映し出されて質問をする演出（合成）があった。